# Oberrohrdorf
Oberrohrdorf är en ort och kommun i distriktet Baden i kantonen Aargau, Schweiz. Kommunen har 4 255 invånare (2023). Orten är sammanvuxen med Niederrohrdorf.